# Wiaczesław Ejnhorn
Wiaczesław Semenowycz Ejnhorn, ukr. Вячеслав Семенович Ейнгорн (ur. 23 listopada 1956 w Odessie) – ukraiński szachista i trener szachowy, arcymistrz od 1986 roku.

## Kariera szachowa
W [latach 80. należał do szerokiej czołówki szachistów Związku Radzieckiego. W roku 1980 zdobył w Rydze brązowy medal mistrzostw ZSRR do 26 lat. W 1983 zwyciężył w Mińsku, zaś w 1984 zadebiutował we Lwowie w finale mistrzostw ZSRR mężczyzn, osiągając duży sukces w postaci zdobycia brązowego medalu oraz wystąpił w memoriale Akiby Rubinsteina w Polanicy-Zdroju, zajmując IV miejsce. W latach 1985 i 1986 dwukrotnie podzielił I miejsca na turniejach w Borze. Również w 1986 wywalczył w Kijowie drugi brązowy medal mistrzostw ZSRR oraz podzielił I miejsca w Moskwie (wraz z Konstantinem Lernerem) oraz w Cappelle-la-Grande (wspólnie z Siergiejem Smaginem i Josephem Gallagherem). W 1987 ponownie dobrze zaprezentował się w finale mistrzostw ZSRR, dzieląc w Mińsku III-IV miejsce wraz z Jaanem Ehlvestem. W tym samym roku wystąpił w turnieju międzystrefowym (eliminacji mistrzostw świata) w Zagrzebiu, zajmując IX miejsce. W latach 1990 i 1991 dwukrotnie zwyciężał w turniejach Berliner Sommer w Berlinie. W 1995 podzielił I miejsce w otwartym turnieju w Velden am Wörther See, w 1998 triumfował w kolejnym turnieju open w Metzu, natomiast rok później podzielił I miejsce w Bad Wörishofen. W 2001 wystąpił w Moskwie na mistrzostwach świata rozegranych systemem pucharowym, ale odpadł w I rundzie, przegrywając z Krishnanem Sasikiranem. W tym samym roku podzielił I miejsce na turnieju otwartym w Oberwart. Kolejny sukces w turnieju open odniósł w roku 2005, dzieląc I miejsce w Hamburgu.
W latach 1992–2002 trzykrotnie wystąpił na szachowych olimpiadach, największy sukces odnosząc w roku 2000 w Stambule, gdzie szachiści ukraińscy zdobyli brązowe medale. Oprócz tego, dwukrotnie (1993, 2001) reprezentował swój kraj na drużynowych mistrzostwach świata, zdobywając trzy medale: złoty (2001, wraz z drużyną) i dwa srebrne (1993, wraz z drużyną oraz 2001, za indywidualny wynik na IV szachownicy). Również dwukrotnie (1989, 1992) wziął udział w drużynowych mistrzostwach Europy na których wywalczył kolejne trzy medale: złoty (wraz z drużyną) i brązowy (za wynik na V szachownicy) w roku 1989 (w drużynie ZSRR) oraz srebrny (1992, wraz z drużyną).
Najwyższy ranking w dotychczasowej karierze osiągnął 1 lipca 2003 r., z wynikiem 2611 punktów zajmował wówczas 86. miejsce na świecie oraz 4. wśród ukraińskich szachistów (za Rusłanem Ponomariowem, Wasilijem Iwanczukiem i Ołeksandrem Moisejenką).